# El problema
«El problema» es una balada pop rock grabada por el cantante  de origen guatemalteco Ricardo Arjona. La canción fue escrita por Arjona a mediados de 2002 y fue incluida en su noveno álbum de estudio denominado Santo Pecado (2002). La canción fue también utilizada como el primer sencillo promocional del álbum a nivel mundial.
Es uno de los temas más exitosos de Arjona, siendo número uno en más de quince países de Latinoamérica y Europa. Específicamente, obtuvo gran éxito en España, Venezuela, México, Argentina y Estados Unidos, llegando al respectivo número uno de estos países por varias semanas.[cita requerida] «El problema» también recibió una nominación en los Latin Grammy como mejor video musical.«El problema»
A nivel internacional, «El problema» estuvo dentro de la lista de los diez primeros del 2002 del Billboard Hot Latin Tracks de los Estados Unidos.
El video musical para «El problema» fue rodado a mediados de noviembre de 2002 en Barcelona, España. Refleja a Arjona persiguiendo a una joven a través de toda la ciudad, en la cual finalmente logran encontrarse.[cita requerida]
Fue escrita por Ricardo Arjona durante un periodo aproximado de una semana, siendo una de las simplemente sumadas a la canción, siendo (para aquel momento) consideradas como sencillos las canciones «Minutos», «Vivir sin ti es posible» y «La nena».[cita requerida]
Poco después de la terminación del álbum, Arjona decidió hacer un cambio radical (de forma intuitiva) y se decidió El Problema como primer sencillo promocional, dejando a su continuación, Minutos, como segundo sencillo.[cita requerida]
Así opinó Arjona después del gran éxito global de «El problema»:
"Esto es un accidente que se da, uno no sabe de qué se trata. Yo pensaba que El Problema no era una canción que podría sonar en radio y pasó. Entonces, el hecho de hacer canciones sin saber a dónde irán a parar es la única fórmula que me puede llevar a la gente"

## Música y líricas
«El problema» se basa principalmente en guitarra, siendo este el sonido más destacado de la canción y por el cual se ha hecho reconocible hasta la actualidad. Igualmente, posee cierta cantidad de sonidos secundarios que complementan la atmósfera romántica general de la grabación.
"El Problema es el título de uno de los temas más históricos y además “acertados” a la realidad que vive todo aquel ser humano que se aventura en el cruel camino en la búsqueda del amor “verdadero”."
La canción provino de una idea de Arjona de expresar pros y contras de problemas que se pueden presentar y que se presentan en la vida y principalmente en las relaciones amorosas y de pareja.

## Listas en los Estados Unidos
En los Estados Unidos, «El problema» consiguió alcanzar el número uno la semana del 7 de diciembre del 2002, manteniéndolo hasta la semana del 25 de enero del 2003, totalizando ocho semanas.
En el resto de Latinoamérica, la canción llegó al número uno en Venezuela, Argentina, México, España, Chile, Guatemala, Nicaragua, Costa Rica, Colombia, Paraguay, y Uruguay.

## Video musical
El video musical fue rodado durante el 16 de noviembre y el 18 de noviembre en la ciudad de Barcelona (España). Generalmente, representa una persecución protagonizada por Ricardo Arjona y una actriz, en la cual atraviesan toda la ciudad condal pasando por tiendas, calles, callejones y plazas populares y cotidianas de la ciudad, para terminar a las puertas de la Catedral de Santa Eulalia de Barcelona, en donde, después Arjona de tenerla entre sus brazos en el suelo y lloviendo, llega la policía autonómica de Cataluña, los Mozos de Escuadra y es arrestado.
La continuación del video es atribuida a Minutos, en el que, después de ser arrestado, Arjona es llevado a una prisión estatal.
Aunque las autoridades policiales de los dos videoclips no concuerdan para la "teoría" de la continuación, quizás se deba a que los vídeos fueron producidos en fechas completamente diferentes.

## Posicionamientos
| Listas (2002/2003)               | Máxima posición |
| -------------------------------- | --------------- |
| U.S. Billboard Hot Latin Tracks  | 1               |
| U.S. Billboard Latin Pop Airplay | 1               |

### Sucesión en las listas
| Predecesor: Aserejé de Las Ketchup | U.S. Billboard Hot Latin Tracks - Sencillo N°. 1 7 de diciembre de 2002 - 31 de enero de 2003 | Sucesor: Así es la vida de Olga Tañón |

| Predecesor: Cuando me miras así de Cristian | U.S. Billboard Latin Pop Airplay — Sencillo N°. 1 30 de noviembre de 2002 - 21 de febrero de 2003 | Sucesor: Quizás de Enrique Iglesias |